# Toribio Rodríguez de Mendoza

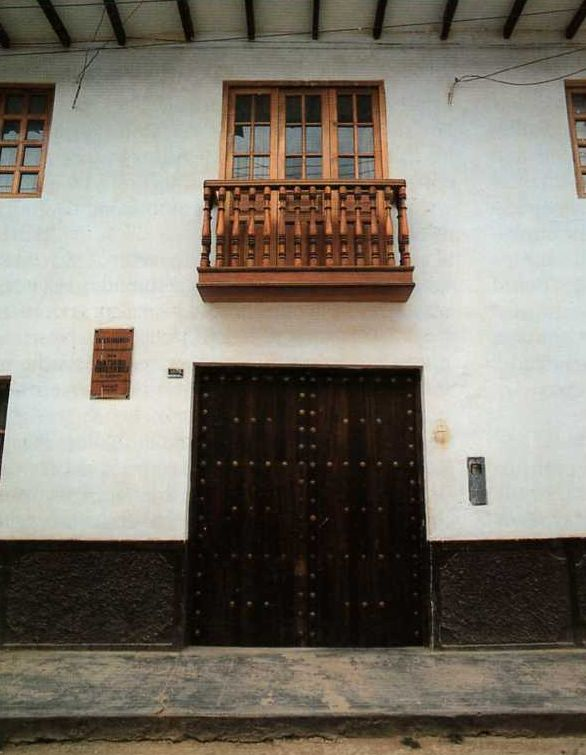
Dom rodzinny

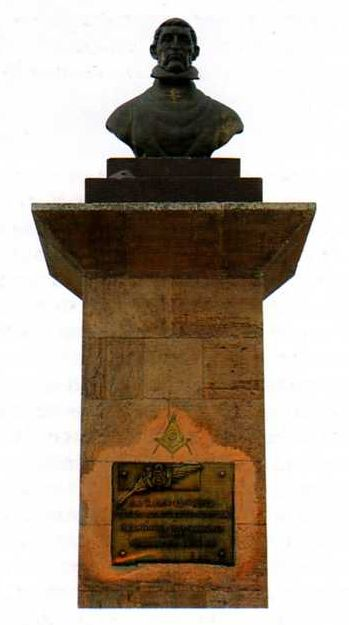
Statua Rodrigueza de Mendozy

Alejandro Toribio Rodriguez de Mendoza Collantes (ur. 15 kwietnia 1750, zm. kwiecień 1825) – ksiądz, nauczyciel i trybun, wychowawca generacji patriotów – twórców Republiki Peru.

## Życiorys
Rodríguez de Mendoza Collantes urodził się w Chachapoyas w 1750 roku (według różnych źródeł: 15 lub 17 kwietnia), jako syn Santiago Rodrígueza de Mendozy i Marii Josefy Collantes. Dorastał w latach panowania Wicekróla Peru, Jose Antonio Manso de Velasco (okres panowania: 1745-1761).
Od najmłodszych lat Rodríguez de Mendoza interesował się naukami przyrodniczymi i nowymi ideami politycznymi oświecenia. Studiował w seminarium Santo Toribio w Limie; w 1770 roku uzyskał doktorat z teologii na Pontificia Universidad de San Marcos.
W 1771 roku Mendoza został mianowany profesorem filozofii i teologii w Real Convictorio de San Carlos. W 1778 roku przyjął święcenia kapłańskie. W okresie 1785–1816 pełnił funkcję rektora uczelni. W tym czasie wzmocnił pozycję nauk przyrodniczych i matematyki, proponując programy studiów bardziej zbliżone do realizowanych współcześnie. Proponował również rezygnację z nauczania łaciny, twierdząc, że to, co jest opanowywane w ciągu pięciu lat, jest zapomniane w ciągu pięciu dni. Promował popularyzację wiedzy wśród rdzennych Indian. Wyrażał nadzieję, że będzie to sprzyjać osiągnięciu równości z białymi mieszkańcami Peru.
Jako wychowawca Rodriguez de Mendoza przekazywał młodzieży ideały oświecenia i zainteresowanie pismami racjonalistycznych filozofów XVIII w. Budząc w uczniach krytyczne myślenie i prowadząc z nimi polityczne debaty, kilkakrotnie naraził się na oskarżenia o wywoływanie spisków przeciw królowi.
W 1790 roku Mendoza wstąpił do Towarzystwa Krajoznawczego i brał udział w redagowaniu „Mercurio Peruano”.
W 1821 roku podpisał akt niepodległości Peru (15.07.1821). W następnym roku został wybrany na członka Kongresu Konstytucyjnego. Zmarł w Limie 12 czerwca 1825.

## Najważniejsze dzieła
Do najważniejszych utworów Mendozy zalicza się:
- De Theologiae preambulis atque locis selectas (1811)
- Defensa de la carta publicada sobre la devoción del corazón de María Santísima (1813)

## Upamiętnienie
Imieniem Mendozy nazwano Prowincję Rodríguez de Mendoza, położoną w południowo-wschodniej części Regionu Amazonas, i jej stolicę – miasto Mendoza w Dystrykcie San Nicolás. W prowincji odbywają doroczne ceremonie (procesje, koncerty, festyny) dla uczczenia patrona.
Imię Rodrígueza de Mendozy nosi również Universidad Nacional Toribio Rodríguez de Mendoza de Amazonas (UNTRM-A) w Chachapoyas.
Trybunał Konstytucyjny ustanowił medal Toribio Rodriguez de Mendoza dla uhonorowania osób lub instytucji zasłużonych w sprawie obrony Konstytucji i praw człowieka.